# Aprilia RST1000 Futura
Aprilia RST1000 Futura — мотоцикл, що випускався компанією Aprilia з 2001 по 2005 роки. Він йшов із 113 сильним двигуном (85 КВт). Суха вага Futur’и 210 кг (463 фунти).

## Дизайн
Головний дизайнер проекту — П'єр-Луїджі Марконі (Pierluigi Marconi).